# 最勝院

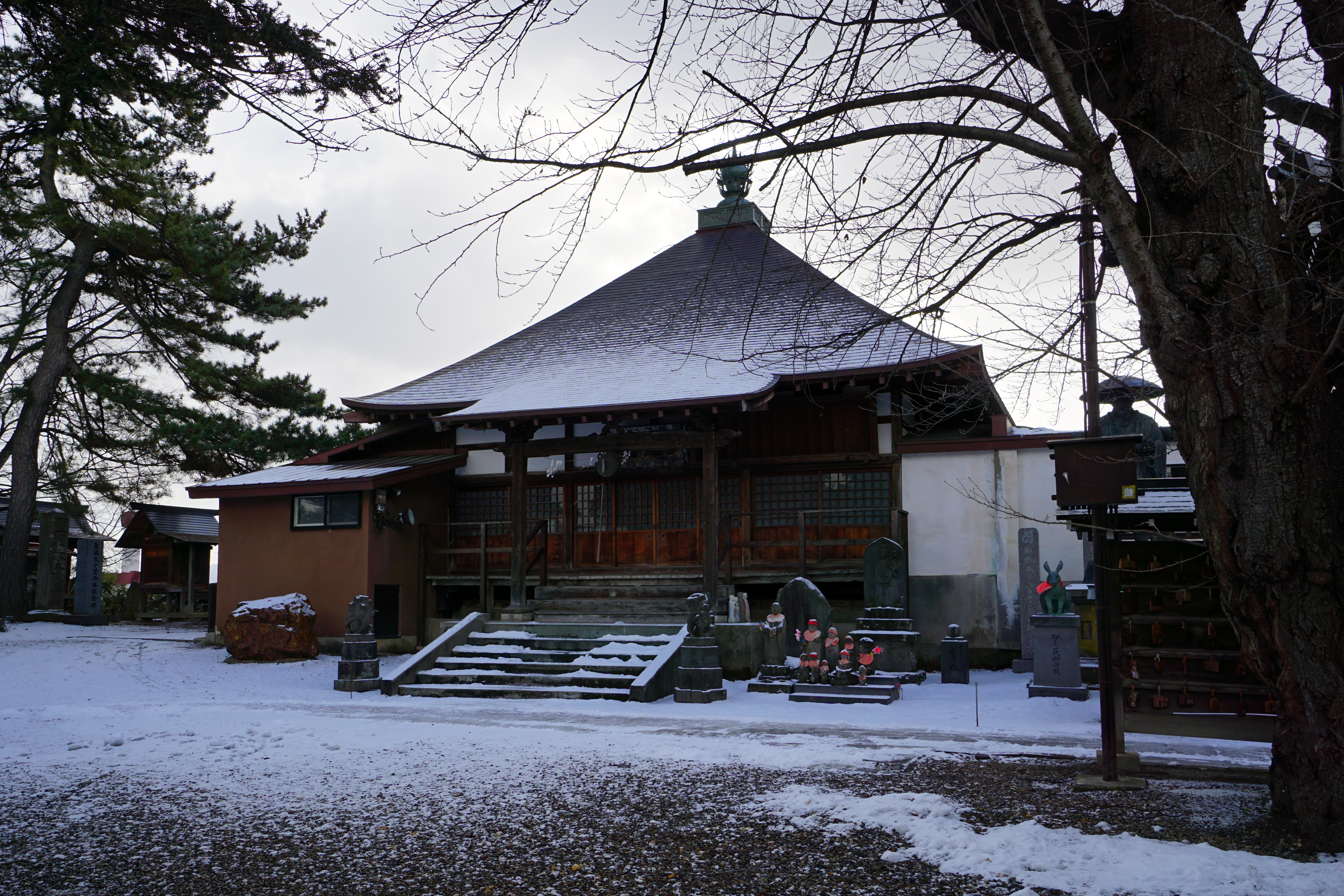
護摩堂

最勝院（さいしょういん）は、青森県弘前市銅屋町にある真言宗智山派の寺院。山号は金剛山、寺号は光明寺。五重塔は重要文化財に指定されているものとしては日本最北に位置する。

## 概要
弘前ねぷたまつりで知られる弘前市の中心部、弘前城の南方の禅林街及び新寺町と呼ばれる地区には46の寺院が建ち並ぶが、その中で長勝寺と並ぶ代表的寺院であり、市民からは「五重塔の寺」として親しまれている。寺名はつぶさには「金剛山光明寺最勝院」と称し、院号は護国三部経の一つで密教色の強い『金光明最勝王経』に由来する。

### 歴史
『津軽一統志』によると、天文元年（1532年）、常陸国出身の弘信が、堀越城下（現・弘前市堀越）に堂宇を建立したことに始まる。江戸時代初期に弘前藩2代藩主津軽信枚が弘前城を築城したことに伴い、慶長16年（1611年）、城の鬼門（東北）に当った現在地より北に3キロメートルほど離れた田町に寺院を移転し、弘前八幡宮の別当寺とされた。12か寺の塔頭寺院を従え藩の永世祈願所となった。近世には僧録所として、津軽藩領内の寺社を統轄する立場にあった。
明治時代の神仏分離令により最勝院以外の11か寺は廃寺となり、最勝院は廃寺となった寺院の檀家衆を引き受けて現在地（旧大圓寺跡）に寺籍を移転した。なお、神岡山大圓寺は弘前市に隣接する南津軽郡大鰐町に移転している。ただし、市民からは今でも「大円寺」の俗称で呼ばれている。

## 伽藍
伽藍は本堂、仁王門、五重塔、如意輪観音堂（六角堂）、五智如来堂、護摩堂、聖徳太子堂、薬師堂、庚申堂、鐘楼などからなる。本堂は1970年の再建で、本尊大日如来像を安置する。護摩堂はもとこの地にあった大円寺の旧本堂であり、五重塔なども旧大円寺の建物である。当院には本尊大日如来像のほか、五智如来、文殊菩薩、歓喜天（聖天）、薬師如来、「猫突不動明王」と通称する不動明王などが祀られている。

### 五重塔
寛文7年（1667年）に完成した旧大円寺の塔で方3間、総高31.2メートル（相輪含む）である。津軽藩3代藩主津軽信義、4代津軽信政の寄進により、前後10年以上をかけて建立された。国の重要文化財指定の五重塔としては日本最北端に位置する。心柱は角柱で、初層天井から立つ。江戸時代建立の塔であるが古式を残し、軸部の逓減率 が高く、バランスの取れた優美な塔である。初層は正面のみを連子窓、他3面を丸窓とし、2層以上は窓や構造材の意匠に変化をもたせている。

### 六角堂

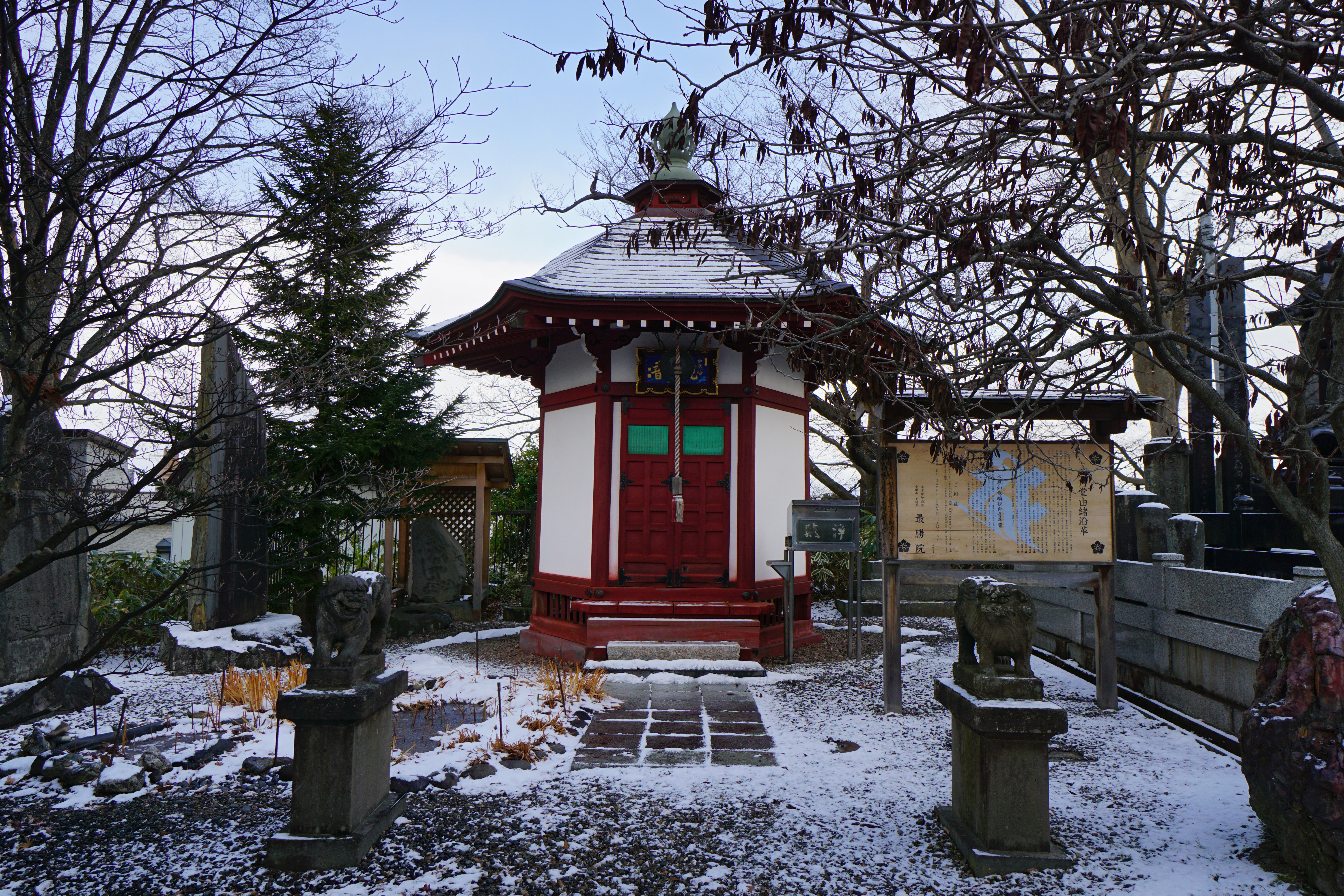
六角堂

境内東端にある、平面六角形の小規模な堂である。通常六角堂と呼ばれているが、本尊が如意輪観世音菩薩であるため、正式には「如意輪観世音菩薩堂」と言う。建立は江戸時代で、弘前市の豪商一野屋により当時の大円寺境内に寄進された。
近年この六角堂の老朽化が激しくなり、軸組部分の傾きに加え内部の損傷や剥落も進み、大規模な修復の必要に迫られた、さらに六角堂は本尊不在の時期が続いたために、新しく本尊の寄進者が現れたこともあり、堂宇の修復と本尊の像造が決定された。
2006年、六角堂は大規模な修復作業が行われ、大津市・勢山社の大仏師・渡邊勢山作の如意輪観音が安置され、2007年4月8日落慶した。また堂内の5面の壁画は弘前市出身の宗教画家で仏師でもある渡邊載方が制作した。

### 五智如来堂

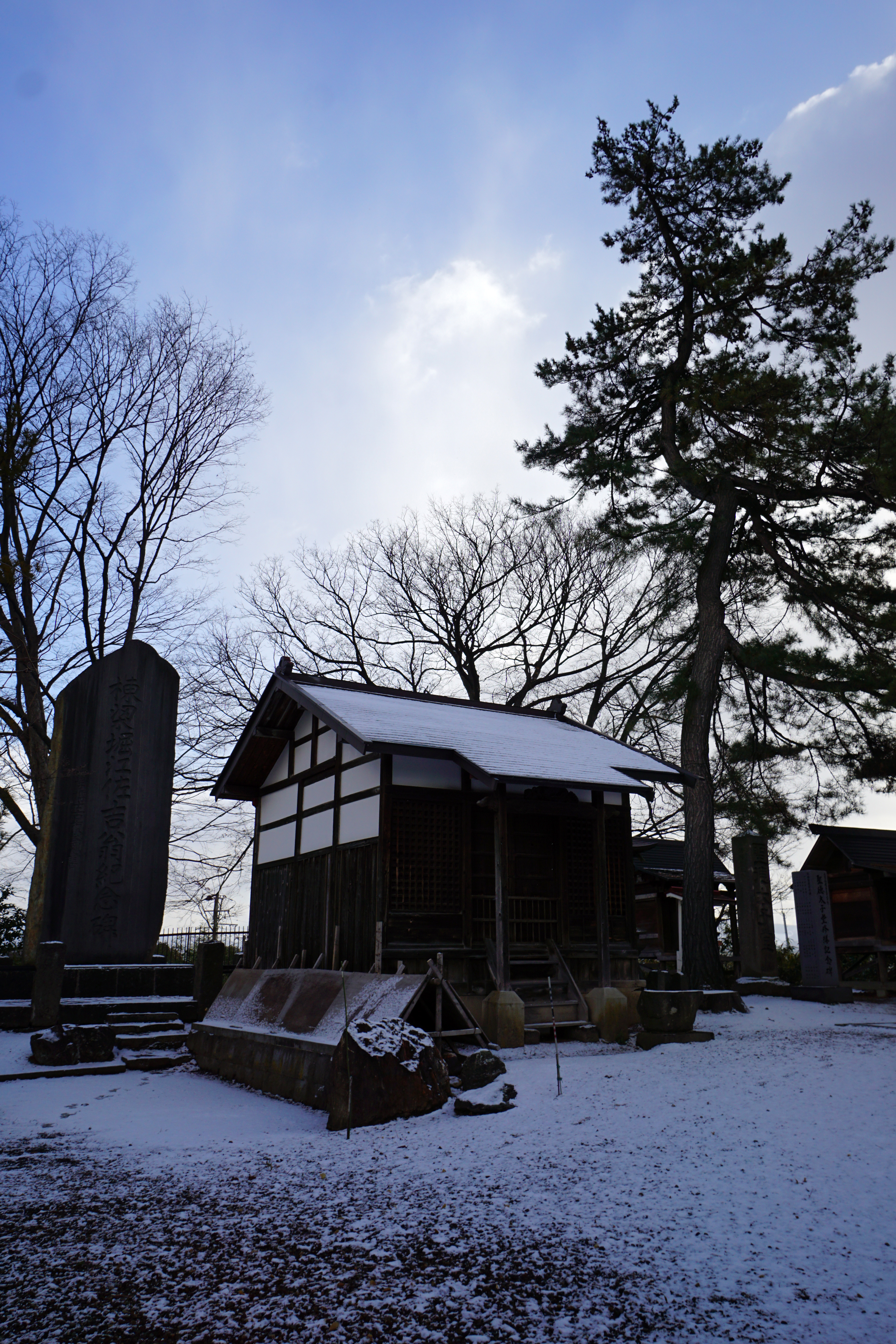
五智如来堂

本堂の東側に建つ簡素な堂で、五智如来像を安置する。末寺であった普光寺の本尊を移した像で、棟札には「五智山普光寺廃虚に付本寺境内に建立　奉再建五智如来堂一宇　連光山大圓寺二十一世上人朝宗欽言 　維弘化三丙午年（一八四六）五月吉祥日」とある。五智如来像は東寺講堂像をはじめ、安祥寺（京都市山科区）、大日寺（奈良県吉野町）、金剛三昧院（和歌山県高野町）、遍明院（岡山県瀬戸内市）などにあるが、当院の五智如来像はこれらと異なり5体とも立像であり、大日如来像を菩薩形でなく通常の如来形に表すなど、図像的に珍しいものである。

## 所在地
青森県弘前市大字銅屋町63

## 文化財
重要文化財（明治41年4月23日指定）
- 最勝院五重塔 - 方三間 総高31.2m 銅板葺き 江戸時代
  - 附旧伏鉢1箇分
  - 附旧露盤1箇